# Massa òssia màxima
La massa òssia màxima o pic de massa òssia és la quantitat màxima d'os que arriba a tenir una persona en la seva vida. Normalment es produeix a principis de la dècada dels 20 anys en les dones i a finals de la dels 20 als homes. La massa òssia màxima sol ser més baixa en les dones que en els homes, i també és més baixa en els blancs i asiàtics en comparació amb les poblacions negres. Una manera de determinar la massa òssia és mirar la mida i la densitat del teixit mineralitzat de l'embolcall periòstic i l'ús de la densitat mineral òssia (DMO) d'una persona pot indicar la resistència a la fractura d'aquest os. La investigació ha demostrat que la pubertat afecta molt més la mida dels ossos perquè durant aquest temps els homes solen experimentar un període més llarg de maduració òssia que les dones, per això les dones són més propenses a l'osteoporosi que els homes.